# فرحات مهني
فرحات إيمازيغن إيمولا (المعروف باسم فرحات مهني) هو مغني وسياسي ومعارض جزائري، ينحدر من منطقة القبائل. ولد في إيلولة أمالو بدائرة بوزغن ولاية تيزي وزو في 5 مارس 1951. أسس في عام 2002 حركة تقرير مصير منطقة القبائل في فرنسا، التي تناضل من أجل انفصال منطقة القبائل عن الجمهورية الجزائرية، وكون بعدها حكومة مؤقتة بفرنسا ونصب نفسه رئيس دولة وصرح مرارا أنه لا يعتبر نفسه جزائري مما جعل السلطات الجزائرية تسحب الجنسية الجزائرية منه.

## سيرة
التحق فرحات مهني بالمدرسة الابتدائية في يناير 1963 في وسط شاتونوف بالجزائر العاصمة، والتي تركها في عام 1965، بقي في الأربعاء نايث إيراثن حتى عام 1969. ثم نجح كمرشح حر في باكالوريا عام 1972، التحق بمعهد العلوم السياسية بجامعة الجزائر واكتشف مختلف التيارات الأيديولوجية، بما في ذلك الحركة البربرية.
إجتمع أول مرة مع الشخص الذي سيصبح صديقه وزميله المناضل السعيد سعدي في أكتوبر-نوفمبر 1972. شاركا معًا في نشر مجلة بعنوان النور (تافليلت -Taftilt) أولاً ثم النجم (Itri «إيتري»)، والتي صيغت فيها مطالبات ثقافية ولغوية.
في أبريل 1973، شارك في مهرجان الأغاني الجزائرية، حيث كان ضمن قائمة المرشحين المختصرة. مجموعته، المسجلة تحت اسم الأمازيغ من علولة أومالو، لتصبح بخطأ مطبعي إيمازيغن إيميلا (Imazighen Imula). مع مغنين آخرين، ولا سيما إدير، ساهم في تجديد الموسيقى التقليدية وأثار مسألة الهوية. أعتبرت أغانيه هدامة في جزائر كممها الرئيس بومدين. كان يغني أيضًا للهارب الآخر بوريس فيان ونشيد الأممية في منطقة القبائل. من أبريل إلى يونيو 1976، قام بدور نشط في المناقشات الصاخبة التي سبقت الاستفتاء على الميثاق الوطني بإعلانه أمازيغيته في جميع الاجتماعات. لذلك بدأت مشاحناته مع الأمن العسكري. في 30 نوفمبر، تم اختطافه من السرير في إقامة جامعة القبة وأفرج عنه بعد 24 ساعة في حجز الشرطة.

### الربيع الأمازيغي
في أبريل 1980، كان أحد الفاعلين في الربيع الأمازيغي في تيزي وزو. ألقي القبض عليه في 16 أبريل، حالما استعاد حريته في 14 مايو استأنف الأنشطة الثقافية مع كاتب ياسين، كعضو في جمعية أبناء الشهداء (شهداء الثورات، تمت مراقبته عن كثب ومصادرة جواز سفره.
في 30 يونيو 1985 كان أحد مؤسسي الرابطة الجزائرية للدفاع عن حقوق الإنسان وعضو في لجنتها التوجيهية. تم إلقاء القبض عليه في 17 يوليو في منزله في عزازقة بسبب عضويته في الرابطة والاحتفال بعيد الاستقلال بعيدًا عن المواكب الرسمية. تم اعتقاله في سجن البرواقية وحُكم عليه في 20 ديسمبر 1985 بالسجن لمدة ثلاث سنوات بالإضافة إلى غرامة قدرها 5000 دينار. بعد 21 شهرًا من السجن، أُفرج عنه في 27 أبريل 1987 بموجب عفو رئاسي.

### التجمع من أجل الثقافة والديمقراطية
في نوفمبر 1988، أطلق دعوة مع ثلاثة من رفاقه، مصطفى باشا، ومقران آيت العربي والسعيد سعدي، لعقد اجتماعات ثقافية أمازيغية (بربرية) في الفترة من 10 إلى 11 فبراير 1989، وفي نهاية المطاف تم الإعلان عن إنشاء التجمع من أجل الثقافة والديمقراطية. بصفته عضوًا في قيادة هذا الحزب أصبح فرحات مهني سكرتيرًا وطنيًا للثقافة والتاريخ. تم تجديد مسؤولياته في المؤتمر التأسيسي للتجمع في 15 ديسمبر 1989. ومع ذلك، كانت هناك خلافات بينه وبين السعيد سعدي، فترك قيادة التجمع ليرأس التنسيقية الوطنية للحركة الثقافية البربرية [الفرنسية]، الجناح القريب من التجمع ومنافسة اللجان الوطنية في MCB، القريبة من جبهة القوى الاشتراكية.
وهو المهندس الرئيسي لمقاطعة المدرسة التي أطلقتها التنسيقية الوطنية للحركة الثقافية البربرية في سبتمبر 1994  والتي بلغت ذروتها بعد سنة، في إنشاء الحكومة الجزائرية مجلس أعلى للأمازيغية.
وجد فرحات مهني نفسه في طائرة ايرباص التابعة للخطوط الجوية الفرنسية التي اختطفها إسلاميو الجماعة الإسلامية المسلحة في ديسمبر 1994 وخرج مصدومًا. إستأنف حياته كمغني بتوقيعه في نفس العام في باريس على ألبوم مزدوج: أغاني الصلب والحب والحرية " Tuɣac n ddkir " وأغاني النار والماء "tuɣac n tmes d waman".

### الحركة الثقافية البربرية
في عام 1995، عاد إلى السياسة من خلال إنشاء التنسيقية الوطنية MCB خلال مقاطعة المدرسة في منطقة القبائل، في مارس 1995، اتصلت العشيرة الرئاسية بفرحات مهني، في أعقاب اختطاف لونيس معتوب، للتفاوض على اسنأناف الدروس: "الجنرال بتشين أراد إنهاء المقاطعة لضمان مشاركة القبائل في الانتخابات الرئاسية عام 1995 ". في مقابل تنازلات رمزية (إنشاء مجلس أعلى للأمازيغية مكلف بـ "إعادة تأهيل الثقافة البربرية" وإدخال اللغة البربرية في وسائل الإعلام والتدريس"، يحصل النظام من فرحات مهيني على دعوة القبايل لإنهاء "إضراب الحقيبة المدرسية". بعد محاولته، دون جدوى، لإقناع مشرفي اللجان الوطنية للتنسيقية (نزعة للحركة الثقافية البربرية القريبة من جبهة القوى الاشتراكية - حسين آيت أحمد) لمتابعته في نهجه، أعلن مهني في الأخبار التلفزيونية أنه وقع للتو اتفاق مع الحكومة ويدعو طلاب القبائل لاستئناف الدراسة.
في مايو 1997، استقال من التجمع من أجل الثقافة والديمقراطية بتهمة خيانة البربر «سعيد السعدي خان البربرية والديمقراطية. إنه يحرض الناس ضد الديمقراطيين بشكل عام وجبهة القوى الاشتراكية بشكل خاص» ". في عام 1998، أصدر قرص مضغوط في Izli بعنوان: " أغاني النار والماء ". ومنذ اغتيال معطوب الوناس، اختار أن يكون خارج اللعبة الحزبية حتى لو استمر في التعبير عن نفسه بشأن المشاكل الرئيسية للمجتمع. بعد نفيه التطوعي في فرنسا، عاد في كانون الثاني / يناير 1999 إلى "تنشيط الحركة الثقافية البربرية".

### حركة استقلال القبايل
في عام 2001، وعقب أعمال الشغب العنيفة التي اندلعت في منطقة القبايل في أبريل 2001 وأبريل 2002 (الربيع الأسود)، دعا إلى الحكم الذاتي للإقليم كحل للأزمة التي تتخبط فيها الجزائر منذ استقلال. تحقيقًا لهذه الغاية، أسس الحركة من أجل تقرير مصير في منطقة القبائل بعد اجتماع في بلدية ماكودة في منطقة القبائل في 24 أغسطس 2001. رجّح مهني سبب اغتيال ابنه الأكبر أمزيان 19 يونيو 2004 في باريس، بالتزامه بالحكم الذاتي رغم أن التحقيق لم يوضح الدوافع بعد.

### حكومة القبائل المؤقتة
في 1 يونيو 2010، أعلن فرحات مهني عن تشكيل حكومة القبائل المؤقتة من باريس. تتكون هذه الحكومة من تسعة وزراء فقط ونصب نفسه رئيس دولة.

## زيارته لإسرائيل
في عام 2012، سافر مهني إلى إسرائيل، والتقى بنائب رئيس الكنيست، وأعرب عن دعمه وتضامنه مع إسرائيل، وقارنها بالقبائل، حيث قال: «نحن في بيئة معادية، كلا البلدين يشتركان في نفس الطريق، ولكن إسرائيل موجودة بالفعل - وهذا هو الفارق الوحيد»، كما توعد بفتح سفارة إسرائيلية في منطقة القبائل في حال إستقلالها. وأثارت هذه الزيارة سيلا من الانتقادات ضده.

## أحداث
في 28 أبريل 2019، قام مهني بإلقاء محاضرة بعنوان “معركة القبائل في مواجهة الاحتلال الجزائري”، تدعو إلى تقسيم الجزائر. ردود أفعال وطنية ورسمية قوية وصلت إلى حد المطالبة بإقالة حكومة بدوي في حين أعلنت جامعة تيزي وزو بأنها لم ترخص لمحاضرة فرحات مهني 
7 أكتوبر 2019 افادت بعض المصادر المتطابقة بأن زعيم حركة “الماك” الانفصالية فرحات مهني قد توفي اليوم الإثنين بالعاصمة الفرنسية باريس، لكن الخبر لم يؤكد من جهات رسمية. في اليوم الموالي نفى فرحات مهني علنيًا وفاته واستنكر لما سماه حملة تشويه المملوؤة بالكراهية.

## مواضيع ذات صلة
- سعيد سعدي
- رشيد حالت
- مولود لوناوسي
- منطقة القبائل